# Anna Michailowna Pankratowa
Anna Michailowna Pankratowa (russisch Анна Михайловна Панкратова; * 4. Februarjul. / 16. Februar 1897greg. 1897 in Odessa; † 25. Mai 1957 in Moskau) war eine sowjetische Historikerin.
Ihr Ehemann, der Historiker und Linksoppositionelle Grigori Jakowlewitsch Jakowin, fiel 1938 den Stalinschen Säuberungen zum Opfer.
1939 wurde Pankratowa Korrespondierendes Mitglied, 1953 Ordentliches Mitglied der Akademie der Wissenschaften der UdSSR. 1956 wurde sie zum Korrespondierenden Mitglied der Akademie der Wissenschaften der DDR gewählt. Sie gehörte ebenfalls der Rumänischen Akademie und der Ungarischen Akademie der Wissenschaften an.
1947 wurde sie Professorin für neuere Geschichte an der Akademie für Gesellschaftswissenschaften beim ZK der KPdSU in Moskau. 1953 zusätzlich Chefredakteurin der Zeitschrift Woprossi Istorii/Fragen der Geschichte (russisch Вопросы истории). Sie veröffentlichte mehr als 200 wissenschaftliche Aufsätze zur Geschichte der Arbeiterbewegung und zur Russischen Revolution von 1905.
Sie starb 1957 und wurde auf dem Nowodewitschi-Friedhof begraben.